# 12-Stunden-Rennen von Sebring 2020

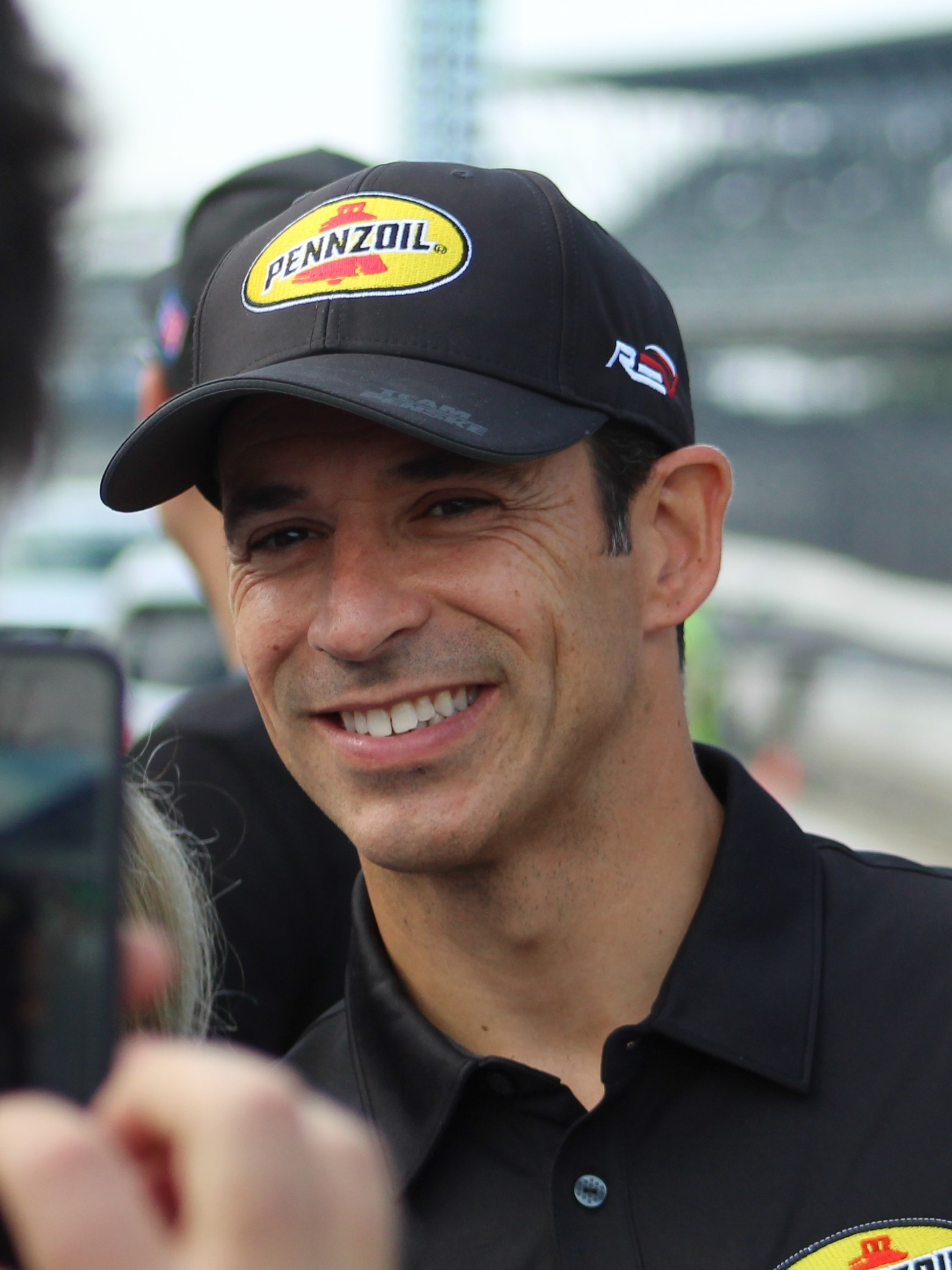
Hélio Castroneves gewann nach dem achten Rang im Rennen, seine erste internationale Meisterschaft

Das 68. 12-Stunden-Rennen von Sebring, auch 68th Mobil 1 Twelve Hours of Sebring Presented by Advance Auto Parts, fand am 14. und 15. November 2020 auf dem Sebring International Raceway statt und war der elfte und letzte Wertungslauf der IMSA WeatherTech SportsCar Championship 2020.

## Das Rennen
Mit dem 12-Stunden-Rennen von Sebring endete im November 2020 die IMSA WeatherTech SportsCar Championship. Nach dem Ausbruch der COVID-19-Pandemie musste das Rennen vom angestammten Termin im März in den Herbst verschoben werden. Als das Rennen zu Ende war, hatte der in den Vereinigten Staaten lebende brasilianische Rennfahrer Hélio Castroneves nach mehr als 30 Jahren Motorsport seine erste Meisterschaft gewonnen. Castroneves war in seiner 21. Saison Penske-Werksfahrer. In seiner erfolgreichen Karriere hatte er 30 IndyCar-Series-Siege gefeiert und dreimal das 500-Meilen-Rennen von Indianapolis gewonnen. Der achte Rang im Schlussklassement reichte Castroneves sowie seinem Partner Ricky Taylor zum Gewinn der Meisterschaft in der DPi-Klasse.
Das teilweise turbulente Rennen gewannen Jonathan Bomarito, Harry Tincknell und Ryan Hunter-Reay im Mazda RT24-P.

## Ergebnisse

### Schlussklassement
| 1           | DPi  | 55  | Mazda Motorsports            | Jonathan Bomarito Harry Tincknell Ryan Hunter-Reay  | Mazda RT24-P             | 348 |
| 2           | DPi  | 6   | Acura Team Penske            | Juan Pablo Montoya Dane Cameron Simon Pagenaud      | Acura ARX-05             | 348 |
| 3           | DPi  | 77  | Mazda Motorsports            | Oliver Jarvis Tristan Nunez Olivier Pla             | Mazda RT24-P             | 348 |
| 4           | DPi  | 85  | JDC-Miller Motorsports       | Matheus Leist Stephen Simpson Scott Andrews         | Cadillac DPi V.R         | 347 |
| 5           | DPi  | 5   | JDC-Miller Motorsports       | Sébastien Bourdais Tristan Vautier Loïc Duval       | Cadillac DPi V.R         | 346 |
| 6           | DPi  | 31  | Action Express Racing        | Felipe Nasr Luís Felipe Derani Gabby Chaves         | Cadillac DPi V.R         | 346 |
| 7           | DPi  | 10  | Wayne Taylor Racing          | Renger van der Zande Ryan Briscoe Scott Dixon       | Cadillac DPi V.R         | 341 |
| 8           | DPi  | 7   | Acura Team Penske            | Hélio Castroneves Ricky Taylor Alexander Rossi      | Acura ARX-05             | 341 |
| 9           | LMP2 | 52  | PR1 Mathiasen Motorsports    | Patrick Kelly Simon Trummer Scott Huffaker          | Oreca 07                 | 340 |
| 10          | LMP2 | 8   | Starworks Motorsport         | John Farano Mikkel Jensen David Heinemeier Hansson  | Oreca 07                 | 338 |
| 11          | LMP2 | 38  | Performance Tech Motorsports | Don Yount Patrick Byrne Guy Cosmo                   | Oreca 07                 | 332 |
| 12          | GTLM | 911 | Porsche GT Team              | Nick Tandy Frédéric Makowiecki Earl Bamber          | Porsche 911 RSR-19       | 332 |
| 13          | GTLM | 912 | Porsche GT Team              | Earl Bamber Laurens Vanthoor Neel Jani              | Porsche 911 RSR-19       | 332 |
| 14          | GTLM | 24  | BMW Team RLL                 | Jesse Krohn John Edwards Augusto Farfus             | BMW M8 GTE               | 331 |
| 15          | GTLM | 25  | BMW Team RLL                 | Bruno Spengler Connor De Phillippi Colton Herta     | BMW M8 GTE               | 330 |
| 16          | GTLM | 3   | Corvette Racing              | Antonio García Jordan Taylor Nicky Catsburg         | Chevrolet Corvette C8.R  | 323 |
| 17          | LMP2 | 51  | Inter Europol Competition    | Jakub Śmiechowski Naveen Rao Matthew Bell           | Oreca 07                 | 320 |
| 18          | GTD  | 51  | Wright Motorsports           | Ryan Hardwick Patrick Long Jan Heylen               | Porsche 911 GT3 R        | 319 |
| 19          | GTD  | 23  | Heart of Racing Team         | Ian James Roman De Angelis Darren Turner            | Aston Martin Vantage GT3 | 319 |
| 20          | GTD  | 86  | Meyer Shank Racing           | Mario Farnbacher Matt McMurry Shinya Michimi        | Acura NSX GT3            | 319 |
| 21          | GTD  | 63  | Scuderia Corsa               | Cooper MacNeil Alessandro Balzan Jeff Westphal      | Ferrari 488 GT3          | 319 |
| 22          | GTD  | 30  | Team Hardpoint               | Rob Ferriol Andrew Davis Pierre Kaffer              | Audi R8 LMS GT3          | 319 |
| 23          | GTD  | 57  | Heinricher Racing with MSR   | Trent Hindman Misha Goikhberg Joey Hand             | Acura NSX GT3            | 319 |
| 24          | GTD  | 44  | GRT Magnus                   | Andy Lally John Potter Spencer Pumpelly             | Lamborghini Huracán GT3  | 319 |
| 25          | GTD  | 48  | Paul Miller Racing           | Bryan Sellers Madison Snow Corey Lewis              | Lamborghini Huracán GT3  | 318 |
| 26          | GTLM | 4   | Corvette Racing              | Oliver Gavin Tommy Milner Marcel Fässler            | Chevrolet Corvette C8.R  | 292 |
| Ausgefallen |      |     |                              |                                                     |                          |     |
| 27          | GTD  | 74  | Riley Motorsports            | Gar Robinson Lawson Aschenbach Marc Miller          | Mercedes-AMG GT3         | 312 |
| 28          | GTD  | 12  | AIM Vasser Sullivan          | Frankie Montecalvo Townsend Bell Michael de Quesada | Lexus RC F GT3           | 266 |
| 29          | GTD  | 11  | GRT Grasser Racing Team      | Richard Heistand Steijn Schothorst Franck Perera    | Lamborghini Huracán GT3  | 263 |
| 30          | GTD  | 96  | Turner Motorsport            | Nick Yelloly Robby Foley Dillon Machavern           | BMW M6 GT3               | 235 |
| 31          | GTD  | 14  | AIM Vasser Sullivan          | Jack Hawksworth Aaron Telitz Kyle Kirkwood          | Lexus RC F GT3           | 70  |

### Nur in der Meldeliste
Zu diesem Rennen sind keine weiteren Meldungen bekannt.

### Klassensieger
| Klasse | Fahrer            | Fahrer              | Fahrer           | Fahrzeug           | Platzierung im Gesamtklassement |
| ------ | ----------------- | ------------------- | ---------------- | ------------------ | ------------------------------- |
| DPi    | Jonathan Bomarito | Harry Tincknell     | Ryan Hunter-Reay | Mazda RT24-P       | Gesamtsieg                      |
| LMP2   | Patrick Kelly     | Simon Trummer       | Scott Huffaker   | Oreca 07           | Rang 9                          |
| GTLM   | Nick Tandy        | Frédéric Makowiecki | Earl Bamber      | Porsche 911 RSR-19 | Rang 12                         |
| GTD    | Ryan Hardwick     | Patrick Long        | Jan Heylen       | Porsche 911 GT3 R  | Rang 18                         |

### Renndaten
- Gemeldet: 31
- Gestartet: 31
- Gewertet: 27
- Rennklassen: 4
- Zuschauer: unbekannt
- Wetter am Renntag: trocken und kühl
- Streckenlänge: 6,019 km
- Fahrzeit des Siegerteams: 12:00:36,538 Stunden
- Gesamtrunden des Siegerteams: 348
- Gesamtdistanz des Siegerteams: 2094,960 km
- Siegerschnitt: unbekannt
- Pole Position: Ricky Taylor – Acura ARX-05 (#7) – 1:46,874
- Schnellste Rennrunde: Ricky Taylor – Acura ARX-05 (#7) – 1:47,740
- Rennserie: 11. Lauf zur IMSA WeatherTech SportsCar Championship 2020